# Bodhi Linux
Pour les articles homonymes, voir Bodhi (homonymie).
Bodhi Linux est une distribution Linux légère, basée sur Ubuntu, utilisant l'environnement de bureau Moksha, un fork d'Enlightenment, basé sur la version E17 mais intégrant des éléments d'E19, avec la volonté de proposer de beaux effets visuels tout en restant légère.
L'objectif est de proposer un système d'exploitation basique avec un bureau simple, un gestionnaire de fichiers, un navigateur web (fork de Chromium), un émulateur de terminal et de laisser le choix des autres applications aux utilisateurs. Il a aussi été créé un magasin d'applications disposant d'un certain nombre d'applications réparties en catégories . Les applications sont directement installables depuis le site web via Advanced Packaging Tool ou téléchargeables en format .bod.
Bodhi Linux est conçue pour les processeurs compatibles Intel; il a aussi existé une version pour les processeurs à architecture ARM, basée sur Debian. A côté d'une version 32bit, la version 64bit se décline en 3 variantes :
- standard :  minimale
- HWE : standard avec un noyau linux plus récent
- s76 : standard avec le noyau linux optimisé de System76
- AppPack : standard + applications et thèmes supplémentaires

Depuis février 2024 en version beta, une édition alternative de la version standard est proposée, "deBodhi", basée sur Debian plutôt qu'Ubuntu.

## Spécifications
Configuration minimale requise (pour la version 6) :
- Version 32bit :
  - processeur 500MHz (Non-PAE)
  - 512MB de RAM
  - 5GB d'espace disque
- Version 64bit :
  - processeur 1GHz
  - 768MB de RAM
  - 10GB d'espace disque